# کارتورا
کارتورا (به ایتالیایی: Cartura) یک کومونه در ایتالیا است که در استان پادووا واقع شده‌است.

## خصوصیات
کارتورا ۱۶٫۲ کیلومترمربع مساحت و ۴٬۲۶۸ نفر جمعیت دارد.